# سيافونغا

سيافونغا هي بلدة تقع في المحافظة الجنوبية،زاميا على ضفاف بحيرة كاريبا.